# 聖胡安拉拉古納

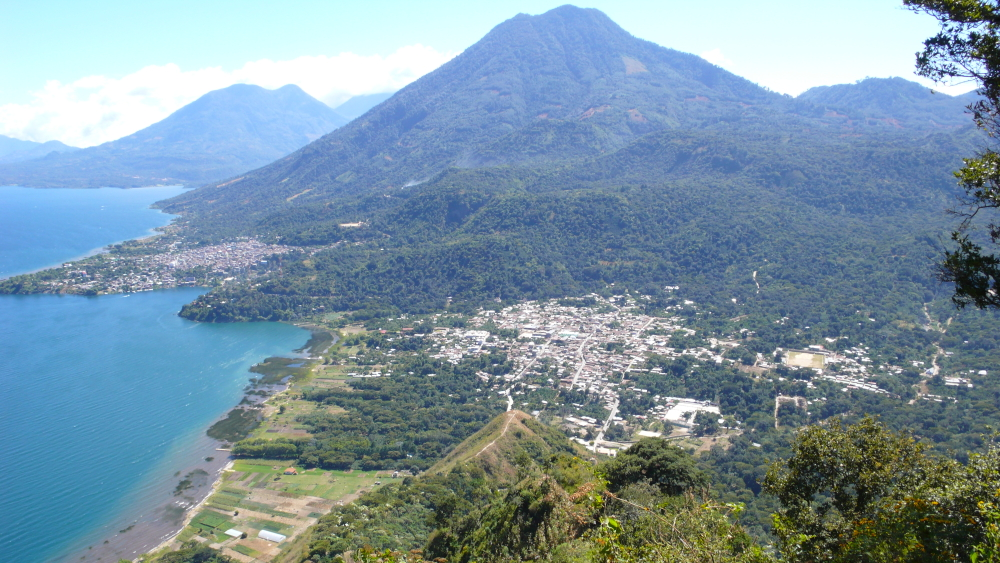

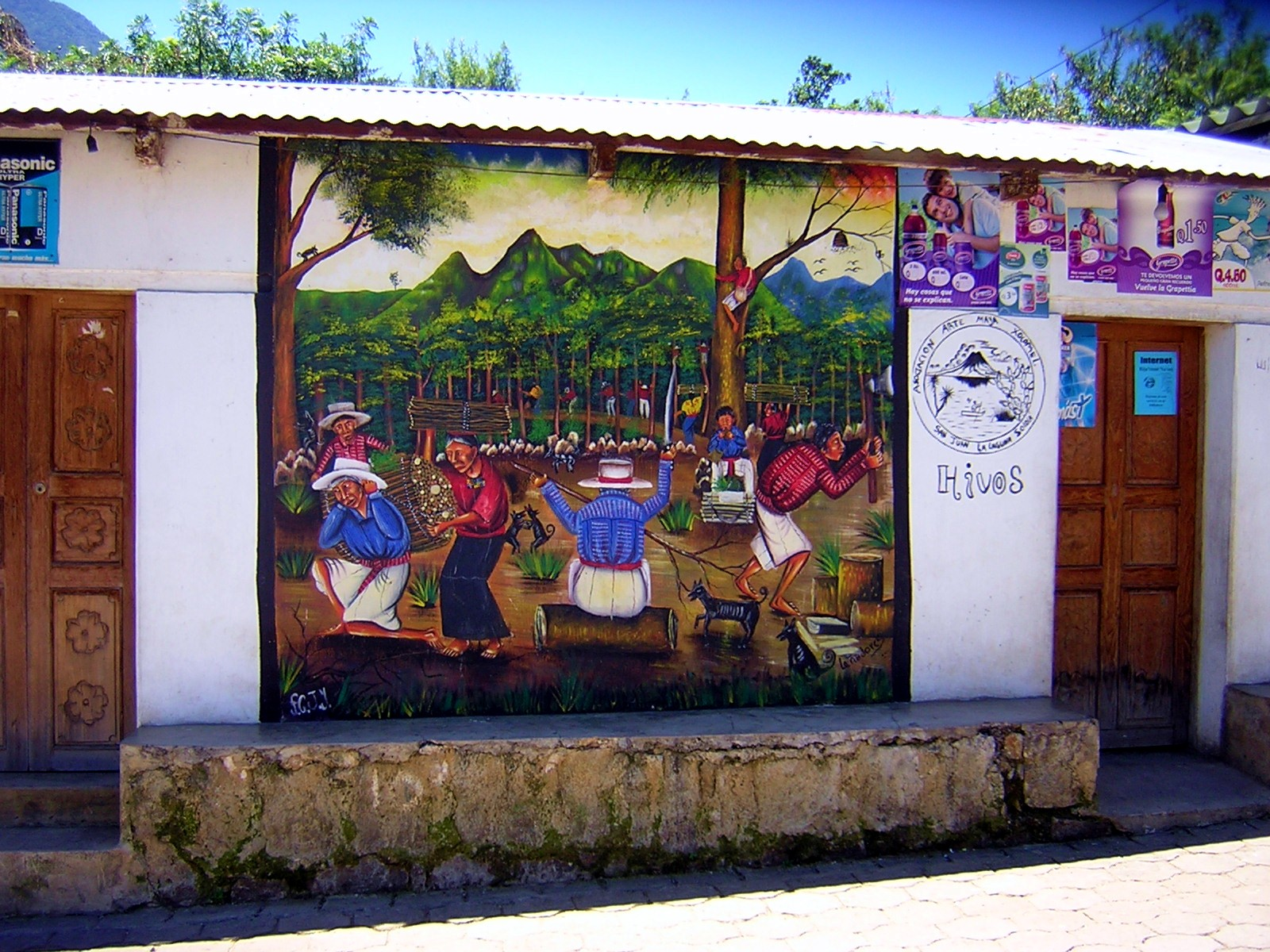

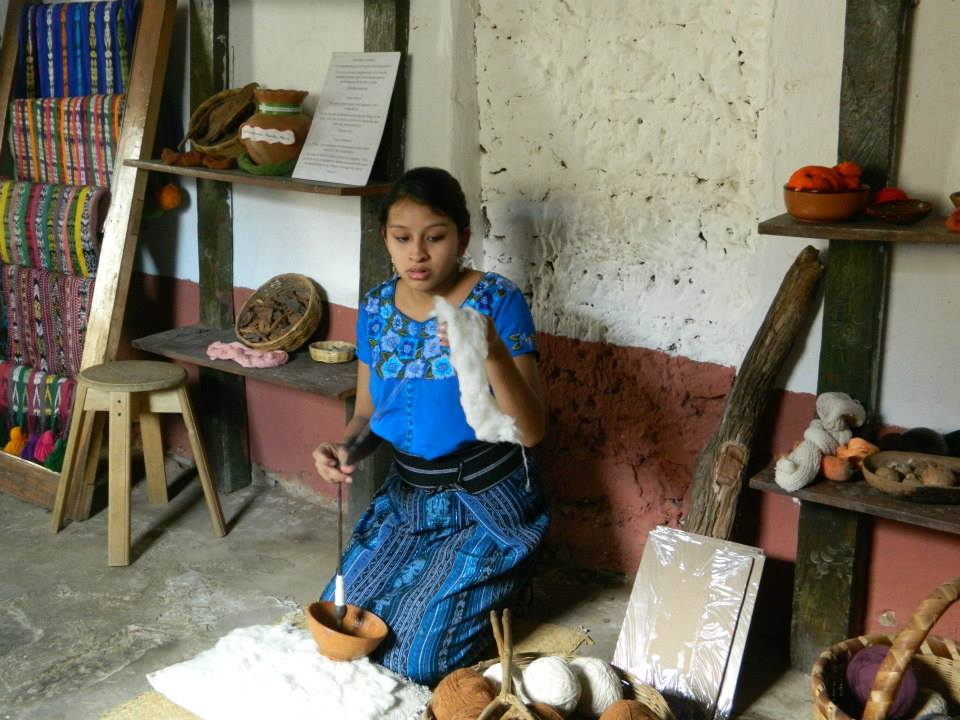

聖胡安拉拉古納（西班牙語：San Juan La Laguna），是危地馬拉的城鎮，位於該國西南部，由索洛拉省負責管轄，面積36平方公里，海拔高度1,566米，2002年人口8,149，人口密度每平方公里226.36人。
14°42′N 91°17′W / 14.700°N 91.283°W